# Shadow Force
Pour le film, voir Shadow Force (film).
Shadow Force, ou Shadow Force: Henshin Ninja (シャドウフォース 変身忍者) au Japon, est un jeu vidéo de type beat them all développé et édité par Technos sur borne d'arcade en 1993.